# Pierre Rapsat
Pierre Rapsat (* 28. Mai 1948 in Ixelles; † 20. April 2002 in Verviers; eigentlich Pierre Raepsaet) war ein belgischer Sänger und Songschreiber.

## Leben
Rapsat wurde als Sohn eines Flamen und einer Tochter asturischer Flüchtlinge geboren. Als er sechs Jahre alt war, zog die Familie nach Verviers. Nachdem er bereits einige Erfahrungen bei diversen Musikgruppen gemacht hatte, startete er 1973 seine Solokarriere. Seine Mischung aus Chanson und Rockmusik war anfangs nicht sehr erfolgreich, dennoch veröffentlichte er über Jahre in regelmäßigen Abständen Alben auf Englisch und Französisch. 1976 nahm er am belgischen Vorentscheid zum Eurovision Song Contest teil, der vom wallonischen Fernsehsender RTBF unter dem Titel Avant-première eurovision veranstaltet wurde. Mit dem selbstkomponierten Lied Judy et compagnie zum Text von Eric van Hulse konnte er die Vorauswahl gegen die anderen vier Teilnehmer gewinnen. Beim Eurovision Song Contest 1976 in Den Haag konnte er mit dem Lied, das mittlerweile den Titel Judy et cie trug, den achten Platz mit 68 Punkten erreichen. Nach weiteren Veröffentlichungen gelang ihm 1982 sein erster größerer Verkaufserfolg, als er von seinem Album Lâchez les fauves im französischsprachigen Belgien 30.000 Exemplare verkaufte. Nach vielen weiteren Alben gelang ihm 2001 mit Dazibao erstmals ein Erfolg in Frankreich.
Rapsat starb 2002 infolge einer Krebserkrankung. Er lebte bis zu seinem Tod in Verviers. Wenige Tage vor seinem Tod erschien das Best-of-Album Tous les rêves, das am 4. Mai Platz eins der wallonischen Charts erreichte. Posthum wurde eine Reihe weiterer Best-of-Alben veröffentlicht, die sich in den belgischen Albumcharts platzieren konnten. Saisons – Anthologie volume 1 erreichte Platz eins der wallonischen Charts und hielt sich 63 Wochen in den Charts. Zudem erreichten zwei seiner früheren Alben erneut die Charts.

## Diskografie

### Alben
- 1973: New York (englischsprachige Fassung)
- 1973: New York (französischsprachige Fassung)
- 1975: Musicolor (englischsprachige Fassung)
- 1975: Musicolor (französischsprachige Fassung)
- 1976: Judy et cie
- 1977: Je suis moi
- 1978: Gémeaux
- 1979: 1980
- 1980: Donner tout son cœur
- 1981: Un coup de rouge, und coup de blues
- 1982: Seule dans la métropole
- 1982: Lâchez les fauves
- 1984: Ligne claire
- 1986: J’aime ça
- 1988: Haut les mains
- 1989: J’ouvre les yeux
- 1991: J’ai besoin de nous
- 1992: Brasero
- 1995: Pierre Rapsat
- 1997: En concert: Passager d’un soir
- 1998: Volte-face
- 2001: Dazibao
- 2002: Tous les rêves
- 2003: Les saisons, anthologie volume 1
- 2004: Les saisons, anthologie volume 2

### Videoalben
- 2003: Tous les rêves